# Senorbì
Senorbì (Senobrì in sardo) è un comune italiano di 4 809 abitanti della città metropolitana di Cagliari.
Principale centro per popolazione della regione storica della Trexenta, ha le due frazioni Arixi e Sisini.

## Geografia fisica

### Idrologia
Nel territorio di Senorbì sono presenti due corsi d'acqua: il rio Santu Teru e il rio Cardaxius, che confluiscono in corrispondenza del ponte sulla Strada statale 547 che conduce a Sant'Andrea Frius.

## Storia

### Preistoria e storia antica

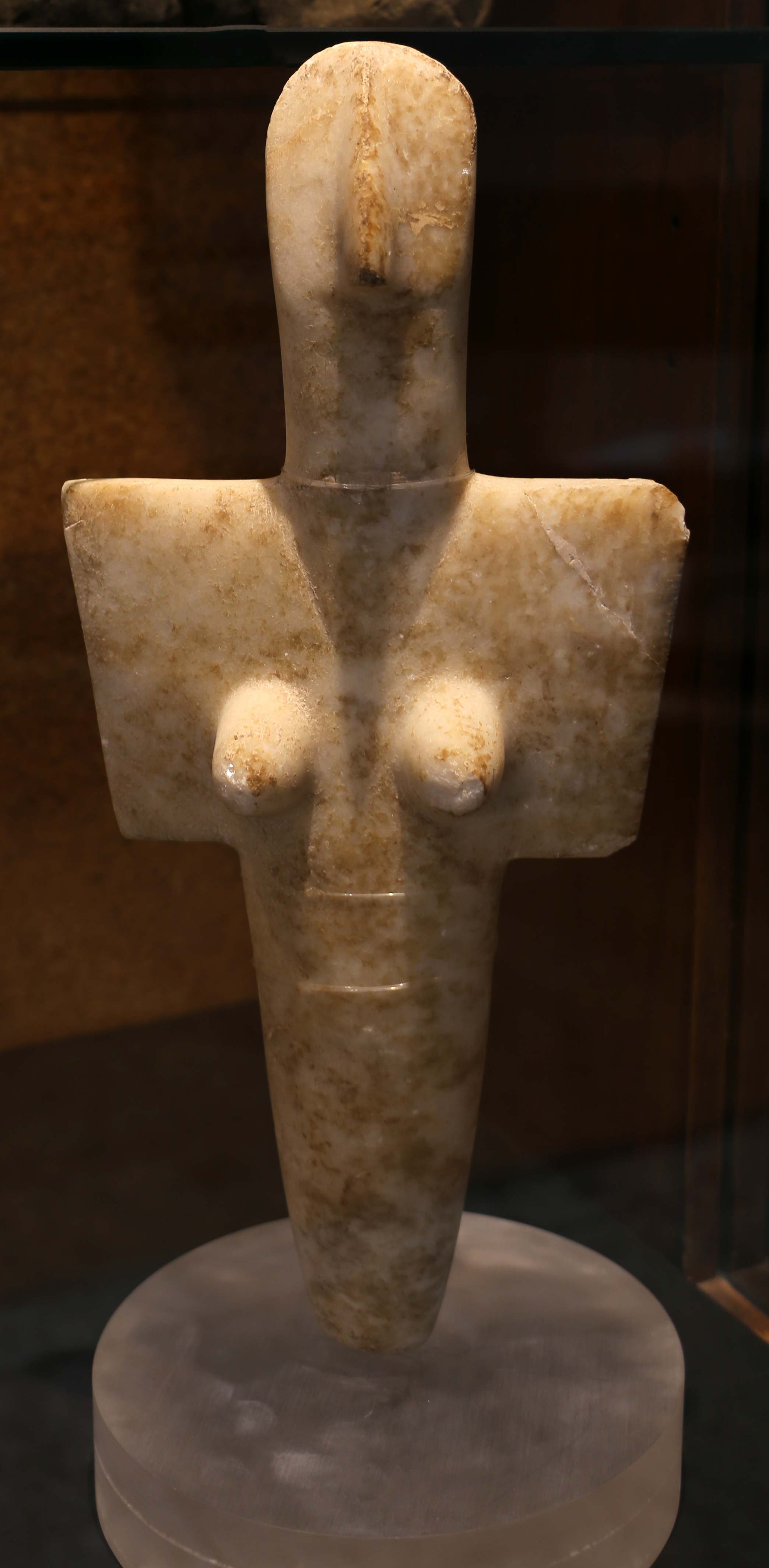
Statuina della Dea Madre da Senorbì.

La zona di Senorbì, e della Trexenta più in generale, fu abitata già in età prenuragica. Il ritrovamento della celebre Mater Mediterranea, idoletto cicladico del III millennio a.C. rappresentante la dea madre, testimonia anche gli scambi avvenuti con le civiltà protostoriche più evolute del periodo, come quella delle isole Cicladi.

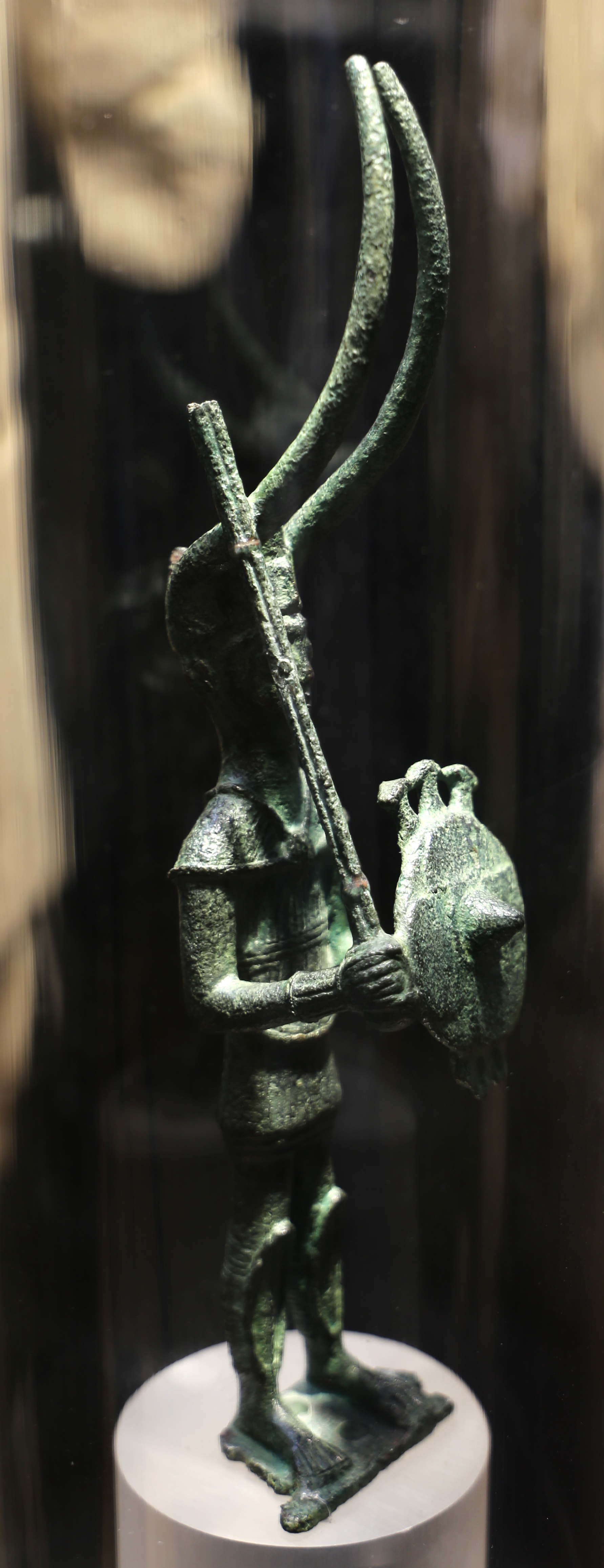
Bronzetto nuragico da Senorbì

Durante il periodo nuragico il territorio fu abitato con continuità. Probabilmente furono numerosi i nuraghi presenti nel territorio in quell'epoca. Nell'agro di Senorbì sono rimasti visibili solamente tre nuraghi: a Sisini, sul piccolo colle di Simieri e sul monte Uda. Un altro importantissimo reperto archeologico di età nuragica è stato ritrovato nelle campagne di Senorbì: si tratta del Miles Cornutus, custodito nel Museo archeologico nazionale di Cagliari.

### Storia medievale
È particolarmente difficile datare la nascita del paese: i primi documenti scritti in cui appare il nome di Senorbì risalgono al XII secolo.
Durante il medioevo appartenne al Giudicato di Cagliari e fece parte della curatoria della Trexenta. Alla caduta del giudicato (1258) il territorio passò per breve tempo al giudicato di Arborea; il giudice Mariano II nel 1295 lasciò in eredità i territori dell'ex giudicato di Cagliari alla repubblica di Pisa, feudo dei Visconti. Nel 1324 il paese passò agli aragonesi insieme con tutti i centri delle ex curatorie di Trexenta e di Gippi.
Il 25 aprile 1326, in seguito alla firma del secondo trattato di pace tra il Regno di Aragona e la repubblica di Pisa, il territorio della Trexenta, insieme a quello di Gippi, fu lasciato in feudo al comune toscano che continuò ad amministrarlo almeno fino al 1365.
Nei decenni successivi, Senorbì e gli altri paesi della Trexenta, passati sotto il controllo catalano-aragonese, vissero la travagliata guerra tra Giudicato di Arborea e Regno di Aragona fino al 1409, quando il Giudicato di Arborea fu sconfitto dai catalano-aragonesi nella battaglia di Sanluri.
Nel 1421 il villaggio fu dato in amministrazione a Giacomo de Besora che nel 1434 ne ottenne la concessione feudale.

### Storia moderna e contemporanea
Nel 1497 il paese fu unito alla contea di Villasor, feudo di Giacomo de Alagón. Nel 1594 la contea fu trasformata in marchesato.
Il paese fu duramente colpito dalla peste nel 1681: il terribile morbo decimò la popolazione. Su circa 500 abitanti si contarono 128 morti.
Nel 1681, a causa della peste, anche le popolazioni dei paesi vicini furono decimate. Tra gli altri, alla fine del XVII secolo, scomparve il villaggio di Segolaj (di cui rimane la chiesa di Santa Maria della Neve), i cui ultimi abitanti decisero di trasferirsi a Senorbì vista anche la vicinanza tra i due villaggi.
Nel 1703 il feudo venne donato da Artale de Alagón alla figlia Isabella sposata con Giuseppe da Silva. Ai Da Silva - Alagon fu riscattato nel 1839 con l'abolizione del sistema feudale.
Il paese seguì le vicende sarde in modo quasi inconsapevole: l'isola passò in mano all'Impero austriaco per pochi anni per poi diventare parte dei domini sabaudi.
Nel 1943 Senorbì fu bombardata da forze aeree statunitensi che avevano come obbiettivo accampamenti tedeschi presenti nelle campagne. Morì, durante le incursioni, il giovane Antonio Porqueddu.
Negli anni cinquanta e sessanta Senorbì vide crescere la propria importanza grazie allo sviluppo dell'agricoltura e del settore terziario.
Negli anni ottanta e novanta ci fu la nascita e l'implementazione di tante attività commerciali, dei servizi e della ristorazione.
Nei primi decenni del XXI secolo Senorbì sfiora i 5 000 abitanti e rappresenta il centro nevralgico della Trexenta, del basso Sarcidano e di parte del Gerrei.

### Simboli
Lo stemma e il gonfalone sono stati concessi con decreto del presidente della Repubblica del 24 luglio 2007.
Il gonfalone è un drappo di giallo con la bordatura di azzurro.

## Monumenti e luoghi d'interesse

### Architetture religiose
Di rilievo architettonico, la chiesetta romanica di Santa Maria della Neve (sec. XIII), un tempo intitolata a San Nicola e facente parte del villaggio scomparso di Segolay, la chiesa parrocchiale di Santa Barbara e la chiesa di San Sebastiano.
Nelle campagne di Senorbì vi sono alcuni importanti resti di chiese appartenenti a villaggi scomparsi intorno al XIV secolo.
Nei pressi del nuraghe di Simieri, al confine tra i territori di Senorbì, Selegas e Suelli, vi sono i resti di una chiesa intitolata a Nostra Signora d'Itria, un tempo facente parte del villaggio di Arco.
In prossimità della frazione di Sisini, ma in territorio di Siurgus Donigala, è presente il rudere della chiesa che fu intitolata a Santa Maria, un tempo parrocchiale del villaggio scomparso di Sarasi.

### Siti archeologici
Nel territorio di Senorbì furono costruiti diversi nuraghi. Il nuraghe di Simieri, in parte ancora integro, si trova lungo la strada provinciale per Selegas. A poca distanza dal nuraghe Simieri, sono presenti tracce del nuraghe conosciuto col nome Corru Cottu, oggi quasi completamente distrutto.
Il secondo nuraghe era situato nel colle che oggi ospita il cimitero, alla periferia del paese; fu demolito per costruire la chiesa, ora divenuta cappella del cimitero, dedicata a Sant'Antonio. Un altro nuraghe, di cui rimangono solo alcune tracce, fu edificato lungo il confine con il comune di Barrali, in località Monte Uda.
In territorio di Senorbì, a poche centinaia di metri dalla frazione Sisini, sorge il nuraghe "Su Nuraxi". Il sito è di notevole interesse, data la sua particolare tipologia. L'edificio presenta uno schema planimetro non consueto, riferibile a quello dei templi a pozzo. Le dimensioni sono notevoli: l'asse maggiore è di 17,50 metri, la larghezza 12 metri mentre il fronte dell'atrio di ingresso misura 10 metri.
Importante sito archeologico, a circa due chilometri dalla cittadina, è la Necropoli di Monte Luna. Il sito comprende i resti di una necropoli cartaginese (circa 120 tombe) costruita dagli abitanti dell'insediamento punico che sorgeva presso l'altura di Santu Teru, sorto alla fine del VI secolo a.C.

## Società

### Evoluzione demografica
Abitanti censiti

Senorbì è un caso raro di incremento demografico tra i comuni non costieri sardi. Il saldo migratorio è attivo da diversi anni così come quello naturale, grazie anche all'insediamento di coppie giovani nella cittadina provenienti dai comuni vicini.

### Lingue e dialetti
La variante di sardo parlata a Senorbì è il campidanese occidentale.

## Cultura

### Musei
Il Museo archeologico comunale "Sa Domu Nosta" ha sede in una casa padronale il cui impianto originario risale agli inizi dell'Ottocento. L'edificio si sviluppa intorno a una corte chiusa, al cui interno è stato ricavato un pozzo. Nei primi anni del XX secolo venne costruito il piano superiore, che attualmente ospita il museo. La prima sala presenta alcuni manufatti provenienti dalla zona comunale, datati a un periodo compreso fra il Neolitico (III millennio a.C.) e l'epoca medievale (XIV secolo). Le vetrine dedicate alla Preistoria contengono oggettistica in pietra e ceramica della cultura di Ozieri, di Monte Claro, del Campaniforme e di Bonnanaro, scoperti sia in necropoli sia in abitazioni. Seguono poi le attestazioni della civiltà nuragica, d'epoca fenicia e punica, nonché l'abbondante materiale d'importazione greca e centro-italica. I materiali presentati provengono dai centri rurali e dalla necropoli, dove è documentato il rito dell'incinerazione e quello dell'inumazione. In età medievale non si riscontra una presenza umana costante nel territorio, e i borghi locali sorgono prevalentemente intorno ai santuari.
La seconda sala ospita i reperti rinvenuti durante lo scavo della Necropoli di Monte Luna dove, tra il V e il III secolo a.C., vennero sepolte le genti sardo-puniche che abitarono l'antistante collina di Santu Teru. Dalle camere ipogeiche provengono i monili e il vasellame che accompagnavano il riposo dei defunti, e gli amuleti che dovevano proteggerli nella vita terrena come in quella ultraterrena, i più diffusi dei quali sono gli scarabei prodotti nelle botteghe di Tharros, benché di origine egiziana.

## Economia
Oltre che grosso centro agricolo, in virtù delle estese e fertili campagne, è divenuto un importante centro commerciale. Occupa inoltre da tempo un primissimo ruolo nel settore terziario, sia in virtù della presenza di due istituti di istruzione superiore, sia per via di vari uffici pubblici che a Senorbì hanno posto le loro basi. L'Istituto d'Istruzione Superiore "L. Einaudi" e l'Istituto Professionale per i Servizi per l'Agricoltura e lo Sviluppo Rurale richiamano quotidianamente centinaia di ragazzi da centri abitati che distano anche 30 km. Tra gli uffici pubblici: Asl, Inps, Centro per l'impiego (Cpi) fanno del paese il motore della Trexenta.

## Infrastrutture e trasporti
Senorbì è al centro di una ricca rete stradale. È attraversata dalla Strada statale 128 Centrale Sarda, dalla Strada statale 547 di Guasila e da numerose strade provinciali.
Numerosi i collegamenti giornalieri tramite autobus con i paesi del circondario e Cagliari.

### Ferrovie
L'abitato è attraversato dalla ferrovia Cagliari-Isili dell'ARST, che presenta due scali nella parte orientale del paese: il principale è la stazione di Senorbì, attivo dal 1888, a cui poco più di un secolo dopo si è aggiunta una omonima fermata per servire l'area dell'Istituto Einaudi. Dal comune partono treni (sempre a cura dell'ARST) aventi destinazione Monserrato, Mandas e Isili.

## Amministrazione
| Periodo        | Periodo        | Primo cittadino    | Partito                            | Carica  | Note   |
| -------------- | -------------- | ------------------ | ---------------------------------- | ------- | ------ |
| 10 giugno 2018 | 29 maggio 2023 | Alessandro Pireddu | Lista civica "Cambiamo insieme"    | Sindaco | [ 10 ] |
| 29 maggio 2023 | in carica      | Alessandro Pireddu | Lista civica "Continuiamo insieme" | Sindaco | [ 11 ] |

## Sport

### Calcio
Operanti a Senorbì diverse società calcistiche: la Polisportiva Senorbì calcio, fondata nel 1965, che vanta 14 presenze nel campionato di Promozione Regionale, 28 in Prima Categoria e 16 in Seconda Categoria. Attualmente, disputa il campionato regionale di Seconda Categoria F.I.G.C.
La A. S. D. Fulgor Senorbì società sorta, nella stagione 2016/2017, in seguito alla fusione della società Imperial Trexenta, che si occupava esclusivamente di settore giovanile, e la società Nuova Fulgor 2014, nata a sua volta a seguito dello scioglimento della vecchia U. S. Fulgor Senorbì, fondata nel 1978. Attualmente è impegnata solo nel Calcio a 5.
Il Santa Lucia Arixi, rifondata nel 2017, partecipa attualmente al campionato di Seconda Categoria F.I.G.C. Disputa le partite interne nel campo sportivo sito nell'omonima frazione.

### Calcio a 5
Nel Calcio a 5 è attualmente attiva, nel campionato di Serie D, la società Fulgor Senorbì.
La società FCU Senorbì, nella stagione 2017/2018, ha rappresentato la Sardegna nelle finali nazionali dell'EPS CSI. Attualmente risulta inattiva.

### Altri sport
Nel volley femminile è attiva la società Inside, che partecipa al campionato di Serie D, e la società Santa Barbara.
Di recente fondazione il Basket Senorbì, che prende a parte a diversi campionati master e delle varie categorie giovanili.
Numerose, inoltre, le scuole di danza.